# Graphe hexacontaédrique trapézoïdal
Le graphe hexacontaédrique trapézoïdal est, en théorie des graphes, un graphe possédant 62 sommets et 120 arêtes. C'est le squelette du hexacontaèdre trapézoïdal, un polyèdre à 60 faces.

## Propriétés

### Propriétés générales
Il existe treize graphes correspondant aux squelettes des treize solides de Catalan, les polyèdres duaux des solides d'Archimède. Le graphe hexacontaédrique trapézoïdal est l'un d'eux. Les douze autres sont le graphe icositétraédrique trapézoïdal, le graphe hexakioctaédrique, le graphe hexaki-icosaédrique, le graphe hexacontaédrique pentagonal, le graphe icositétraédrique pentagonal, le graphe pentakidodécaédrique, le graphe dodécaédrique rhombique, le graphe triacontaédrique rhombique, le graphe triakioctaédrique, le graphe tétrakihexaédrique, le graphe triaki-icosaédrique et le graphe triakitétraédrique.
Le diamètre du graphe hexacontaédrique trapézoïdal, l'excentricité maximale de ses sommets, est 8, son rayon, l'excentricité minimale de ses sommets, est 6 et sa maille, la longueur de son plus court cycle, est 4. Il s'agit d'un graphe 3-sommet-connexe et d'un graphe 3-arête-connexe, c'est-à-dire qu'il est connexe et que pour le rendre déconnecté il faut le priver au minimum de 3 sommets ou de 3 arêtes.

### Coloration
Le nombre chromatique du graphe hexacontaédrique trapézoïdal est 2. C'est-à-dire qu'il est possible de le colorer avec 2 couleurs de telle façon que deux sommets reliés par une arête soient toujours de couleurs différentes. Ce nombre est minimal.
L'indice chromatique du graphe hexacontaédrique trapézoïdal est 5. Il existe donc une 5-coloration des arêtes du graphe telle que deux arêtes incidentes à un même sommet soient toujours de couleurs différentes. Ce nombre est minimal.

### Propriétés algébriques
Le groupe d'automorphismes du graphe hexacontaédrique trapézoïdal est d'ordre 120.
Le polynôme caractéristique  de la matrice d'adjacence du graphe hexacontaédrique trapézoïdal est : {\displaystyle (x-4)(x-1)^{4}x^{12}(x+1)^{4}(x+4)(x^{2}-3)^{4}(x^{2}-2x-2)^{5}(x^{2}+2x-2)^{5}(x^{4}-16x^{2}+44)^{3}}.